# Meilenstein (Altweidenbach)

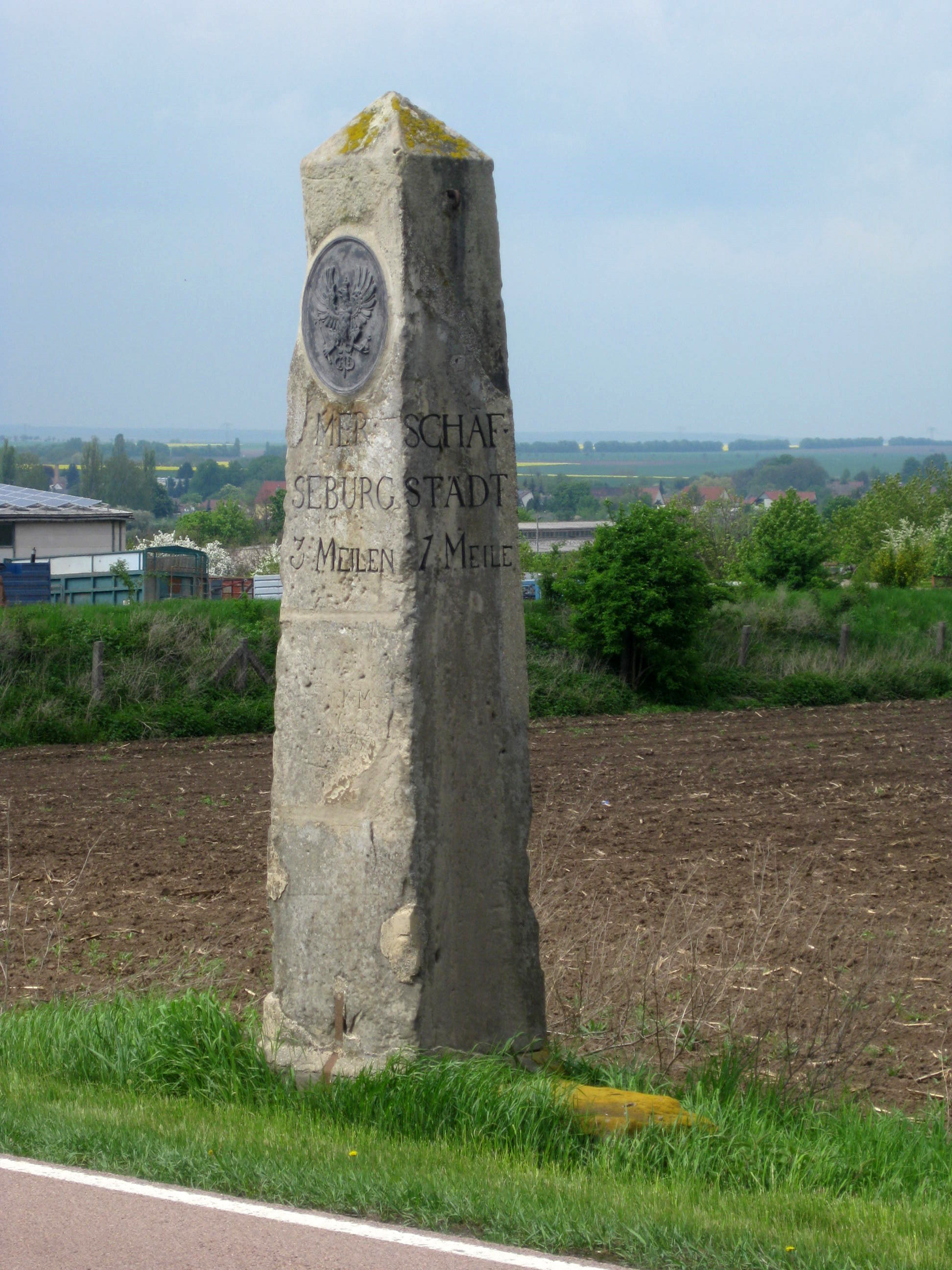
Preußischer Ganzmeilenstein bei Obhausen

Der Meilenstein von Altweidenbach ist ein denkmalgeschützter Meilenstein auf dem Gebiet des Ortsteils Altweidenbach der Gemeinde Obhausen der Verbandsgemeinde Weida-Land in Sachsen-Anhalt. Im örtlichen Kulturdenkmalverzeichnis ist der Meilenstein unter der Erfassungsnummer 094 65595 als Kleindenkmal und im örtlichen Bodendenkmalverzeichnis mit der Erfassungsnummer 428300278 als Bodendenkmal eingetragen.
Beim Meilenstein von Obhausen handelt es sich um einen preußischen Ganzmeilenstein. Er befindet sich ca. 200 Meter außerhalb des Ortes in Richtung Schafstädt am nördlichen Fahrbahnrand der heutigen Landstraße 172, diese war eine ehemalige Chausseestraße des Königreich Preußens. Aus dieser Zeit sind nur der Meilenstein Obhausen und eine Glocke im Innenhof der Burg Querfurt erhalten geblieben. Die Entfernungsangaben auf dem Meilenstein sind noch erkennbar. Vom Meilenstein sind es eine halbe preußische Meile bis nach Querfurt und eine preußische Meile bis nach Schafstädt. Als eine Besonderheit zu anderen Ganzmeilensteinen befinden sich an der Rückseite Metallringe, deren Funktion bisher nicht erklärt ist.